# Serolis zoiphila
Serolis zoiphila is een pissebed uit de familie Serolidae. De wetenschappelijke naam van de soort is voor het eerst geldig gepubliceerd in 1921 door Stechow.